# 大城桂作
大城 桂作（おおぎ けいさく） は、日本の金属工学者。九州大学名誉教授。元大分工業高等専門学校校長。

## 人物・経歴
1966年九州大学工学部鉄鋼冶金学科卒業。1971年九州大学大学院工学研究科博士課程単位修得退学。1974年九州大学工学博士。昭和60年度日本鋳造工学会日下賞受賞。1986年九州大学工学部教授。2004年九州工学教育協会会長、九州大学大学院工学研究院長・工学府長・工学部長。2006年大分工業高等専門学校校長。同年溶接学会貢献賞受賞。2018年日本鋳造工学会優秀論文賞受賞。2019年瑞宝中綬章受章。